# Benoît Chamoux
Benoît Chamoux (ur. 19 lutego 1961 w La Roche-sur-Foron, zaginął 6 października 1995 pod Kanczendzongą) – francuski alpinista i himalaista.
Kanczendzonga miała być 14. ośmiotysięcznikiem przez niego zdobytym. Zaginął podczas jej zdobywania, bardzo blisko szczytu.

## Zdobyte ośmiotysięczniki
- 15 lipca 1985 – Gaszerbrum II
- 22 lipca 1985 – Gaszerbrum I
- 20 czerwca 1986 – Broad Peak (w 16 godzin)
- 7 lipca 1986 – K2 (w 23 godziny)
- 7 lipca 1987 – Nanga Parbat
- 10 maja 1988 – Annapurna (południową ścianą)
- 12 maja 1989 – Manaslu (południową ścianą)
- 30 kwietnia 1990 – Czo Oju
- 12 maja 1990 – Sziszapangma
- 29 września 1992 – Mount Everest (bez tlenu)
- 6 października 1993 – Dhaulagiri
- 1994 – Lhotse
- 7 maja 1995 – Makalu